# Osvald Larsson
Helge Osvald Larsson, född 17 juni 1915 i Vanstad, strax öster om Sjöbo, död den 20 oktober 1973 i Vik, Simrishamn (folkbokförd i Rörum, Kiviks kommun) , var en svensk målare.
Osvald Larsson var verksam på Vik, vid Simrishamn - där det finns en gata uppkallad efter honom. Osvald var som konstnär autodidakt, med motiv hämtade från vardag och verklighet. Hans målningar finns bland annat på Moderna museet i Stockholm, Norrköpings konstmuseum, Kalmar konstmuseum, Malmö museum, Ystads konstmuseum och Tomelilla Konstsamling.
Hans efterlämnade personarkiv med bl.a. korrespondens förvaras i Universitetsbiblioteket i Lund.